# Ou (fleuve)
Pour les articles homonymes, voir Ou.
Le Ou (chinois simplifié : 瓯江 ; chinois traditionnel : 甌江 ; pinyin : ōu jiāng) est le second cours d'eau de la province du Zhejiang, au Sud-Est de la république populaire de Chine. Il se jette dans la mer de Chine orientale au niveau des îles Wanlinkun (湾灵昆岛) près du centre ville de la ville-préfecture de Wenzhou.

## Géographie
Long de 388 kilomètres, il prend sa source dans les monts Donggong sous le nom de Ruisseau de la source du dragon (龙泉溪). Il passe au sein du massif des Monts Yandang, à Wenzhou à son embouchure.

## Culture
Le fleuve a donné son nom à l'opéra Ou (瓯剧, Ōujù), une forme d'opéra traditionnel chinois originaire de Wenzhou.